# Paralephana metaphaea
Paralephana metaphaea là một loài bướm đêm trong họ Noctuidae.